# 像普京一样的男人
像普丁一樣的男人（俄语：Такого, как Путин!;）是一首2002年俄羅斯宣傳流行歌曲，由Alexander Yelin 創作並由全女子樂隊Poyushchie vmeste表演。這首歌是在俄羅斯總統弗拉基米爾·普京（2000-2004 年）的第一個任期內創作的，將普京的理想化進行諷刺；然而，與這首歌的諷刺意圖相反，它被普京在2004年的競選連任活動上正式使用， 諷刺的意味在很大程度上沒有被俄羅斯民眾注意到和忽視。這首歌一炮而紅，被認為是對普京的個人崇拜中最著名歌曲之一。

## 外部連結
- "Takogo, kak Putin!" (2002) official audio （页面存档备份，存于）
- "Takogo, kak Putin!" English Version (2004) official audio （页面存档备份，存于）
- "Takogo, kak Putin!" re-recording (2015) official audio （页面存档备份，存于）